# Línea 447 (Interurbanos Madrid)
La línea 447 de la red de autobuses interurbanos de Madrid une la Plaza de Legazpi de Madrid con el Hospital de Getafe.

## Características
Esta línea une la capital con el barrio de Los Molinos de Getafe y su hospital en un trayecto de 30 minutos.
La línea no mantiene los mismos horarios todo el año, desde el 1 al 31 de agosto se reducen el número de expediciones, además de los días excepcionales vísperas de festivo y festivos de Navidad en los que los horarios también cambian y se reducen.
Está operada por la empresa Avanza Movilidad Integral mediante la concesión administrativa VCM-402 - Madrid – Getafe – Alcorcón (Viajeros Comunidad de Madrid) del Consorcio Regional de Transportes de Madrid.

## Horarios

### 1 septiembre - 31 julio
| Lunes a viernes laborables | Lunes a viernes laborables | Sábados laborables | Sábados laborables | Domingos y festivos | Domingos y festivos |
| Madrid > Getafe            | Getafe > Madrid            | Madrid > Getafe    | Getafe > Madrid    | Madrid > Getafe     | Getafe > Madrid     |
| 06:50                      | 05:50                      | 06:50              | 05:50              | 07:30               | 06:30               |
| 07:30                      | 06:30                      | 07:30              | 06:30              | 08:10               | 07:10               |
| 08:10                      | 07:10                      | 08:10              | 07:10              | 08:50               | 07:50               |
| 08:50                      | 07:50                      | 08:50              | 07:50              | 09:30               | 08:30               |
| 09:30                      | 08:30                      | 09:30              | 08:30              | 10:10               | 09:10               |
| 10:10                      | 09:10                      | 10:10              | 09:10              | 10:50               | 09:50               |
| 10:50                      | 09:50                      | 10:50              | 09:50              | 11:30               | 10:30               |
| 11:30                      | 10:30                      | 11:30              | 10:30              | 12:10               | 11:10               |
| 12:10                      | 11:10                      | 12:10              | 11:10              | 12:50               | 11:50               |
| 12:50                      | 11:50                      | 12:50              | 11:50              | 13:30               | 12:30               |
| 13:30                      | 12:30                      | 13:30              | 12:30              | 14:10               | 13:10               |
| 14:10                      | 13:10                      | 14:10              | 13:10              | 14:50               | 13:50               |
| 14:50                      | 13:50                      | 14:50              | 13:50              | 15:30               | 14:30               |
| 15:30                      | 14:30                      | 15:30              | 14:30              | 16:10               | 15:10               |
| 16:10                      | 15:10                      | 16:10              | 15:10              | 16:50               | 15:50               |
| 16:50                      | 15:50                      | 16:50              | 15:50              | 17:30               | 16:30               |
| 17:30                      | 16:30                      | 17:30              | 16:30              | 18:10               | 17:10               |
| 18:10                      | 17:10                      | 18:10              | 17:10              | 18:50               | 17:50               |
| 18:50                      | 17:50                      | 18:50              | 17:50              | 19:30               | 18:30               |
| 19:30                      | 18:30                      | 19:30              | 18:30              | 20:10               | 19:10               |
| 20:10                      | 19:10                      | 20:10              | 19:10              | 20:55               | 19:50               |
| 20:50                      | 19:50                      | 20:55              | 19:50              | 21:40               | 20:35               |
| 21:30                      | 20:30                      | 21:40              | 20:35              | 22:20               | 21:20               |
| 22:10                      | 21:10                      | 22:20              | 21:20              | 23:00               | 22:05               |
| 22:50                      | 21:50                      | 23:00              | 22:05              |                     |                     |
| 23:10                      | 22:20                      |                    |                    |                     |                     |

### 1 - 31 agosto
| Lunes a viernes laborables | Lunes a viernes laborables | Sábados laborables | Sábados laborables | Domingos y festivos | Domingos y festivos |
| Madrid > Getafe            | Getafe > Madrid            | Madrid > Getafe    | Getafe > Madrid    | Madrid > Getafe     | Getafe > Madrid     |
| 06:45                      | 06:00                      | 06:40              | 06:00              | 07:20               | 06:40               |
| 07:15                      | 06:30                      | 07:20              | 06:40              | 08:00               | 07:20               |
| 07:50                      | 07:00                      | 08:00              | 07:20              | 08:50               | 08:00               |
| 08:35                      | 07:30                      | 08:50              | 08:00              | 09:40               | 08:50               |
| 09:10                      | 08:10                      | 09:40              | 08:50              | 10:30               | 09:40               |
| 09:50                      | 08:55                      | 10:30              | 09:40              | 11:20               | 10:30               |
| 10:25                      | 09:30                      | 11:20              | 10:30              | 12:10               | 11:20               |
| 11:10                      | 10:10                      | 12:10              | 11:20              | 13:00               | 12:10               |
| 11:50                      | 10:50                      | 13:00              | 12:10              | 13:50               | 13:00               |
| 12:25                      | 11:30                      | 13:50              | 13:00              | 14:40               | 13:50               |
| 13:10                      | 12:10                      | 14:40              | 13:50              | 15:30               | 14:40               |
| 13:50                      | 12:50                      | 15:30              | 14:40              | 16:20               | 15:30               |
| 14:30                      | 13:25                      | 16:20              | 15:30              | 17:10               | 16:20               |
| 15:05                      | 14:10                      | 17:10              | 16:20              | 18:00               | 17:10               |
| 15:45                      | 14:50                      | 18:00              | 17:10              | 18:50               | 18:00               |
| 16:30                      | 15:30                      | 18:50              | 18:00              | 19:40               | 18:50               |
| 17:05                      | 16:05                      | 19:40              | 18:50              | 20:30               | 19:40               |
| 17:50                      | 16:50                      | 20:30              | 19:40              | 21:20               | 20:30               |
| 18:30                      | 17:30                      | 21:20              | 20:30              | 22:10               | 21:20               |
| 19:10                      | 18:05                      | 22:10              | 21:20              | 23:00               | 22:10               |
| 19:50                      | 18:50                      | 23:00              | 22:10              |                     |                     |
| 20:30                      | 19:30                      |                    |                    |                     |                     |
| 21:05                      | 20:10                      |                    |                    |                     |                     |
| 21:40                      | 20:50                      |                    |                    |                     |                     |
| 22:05                      | 21:15                      |                    |                    |                     |                     |
| 22:35                      | 21:50                      |                    |                    |                     |                     |
| 23:00                      | 22:20                      |                    |                    |                     |                     |

## Recorrido y paradas

### Sentido Getafe
| Código | Parada                                          | Común con                                                            | Conexiones con Metro y Cercanías | Municipio | Zona |
| ------ | ----------------------------------------------- | -------------------------------------------------------------------- | -------------------------------- | --------- | ---- |
| 11729  | Pza. Legazpi - Legazpi                          | 448                                                                  | Legazpi                          | Madrid    |      |
| 5718   | Glorieta de Cádiz                               | 411 421 422 424 426 448 18 22 59 76 79 85 86                         | Almendrales                      | Madrid    |      |
| 1132   | Hospital 12 de Octubre                          | 411 421 422 423 424 426 429 448 18 22 59 76 79 85 86 VAC-158 VAC-231 | Hospital 12 de Octubre           | Madrid    |      |
| 1135   | San Fermín-Orcasur                              | 411 421 422 424 448 18 22 59 79 85 86                                | San Fermín-Orcasur               | Madrid    |      |
| 1172   | Avenida de Andalucía-Centro Comercial           | 411 421 422 424 426 448 22 59 79 85                                  | Ciudad de los Ángeles            | Madrid    |      |
| 1174   | Bohemios-Sáhara                                 | 411 448 22 59 79 85                                                  |                                  | Madrid    |      |
| 16729  | Av. Andalucía - Villaverde Bajo Cruce           | 421 422 423 424 426 429 VAC-158 VAC-231                              | Villaverde Bajo Cruce            | Madrid    |      |
| 2843   | Av. Andalucía - Rocafort                        | 79                                                                   | San Cristóbal                    | Madrid    |      |
| 08347  | Hilanderas - Pol. Ind. Los Ángeles              |                                                                      |                                  | Getafe    |      |
| 16013  | Torneros - Herreros                             | Pi1                                                                  |                                  | Getafe    |      |
| 20829  | Carpinteros - Torneros                          | 4                                                                    |                                  | Getafe    |      |
| 08318  | Carpinteros - Centro Municipal de Empresas      | 4                                                                    |                                  | Getafe    |      |
| 08298  | Carpinteros - Fundidores                        | 4                                                                    |                                  | Getafe    |      |
| 19204  | Av. Caballero de la Triste Figura - Rocín Flaco | 4                                                                    |                                  | Getafe    |      |
| 19203  | Av. Caballero T. Figura - Av. Aldonza Lorenzo   | 4                                                                    |                                  | Getafe    |      |
| 19202  | Av. Ingenioso Hidalgo - Cueva de Salamanca      | 4                                                                    |                                  | Getafe    |      |
| 21324  | Maritornes - Est. El Casar                      | 4                                                                    | El Casar                         | Getafe    |      |
| 10808  | Av. Don Juan Borbón - Plaza de Toros            | 488 3 4                                                              |                                  | Getafe    |      |
| 10810  | Av. Don Juan Borbón - Giralda                   | 488 3 4                                                              |                                  | Getafe    |      |
| 10813  | Av. España - Av. Ciudades                       | 442 4                                                                |                                  | Getafe    |      |
| 10814  | Av. España - Gerona                             | 4                                                                    |                                  | Getafe    |      |
| 08332  | Av. España - Est. Juan de la Cierva             | 442 488 1 4                                                          | Juan de la Cierva                | Getafe    |      |
| 08317  | Av. Gibraltar - Cataluña                        | 455 488 1 3 4                                                        |                                  | Getafe    |      |
| 08313  | Av. General Palacio - Capellanes                | 4 Pi1 Pi2                                                            |                                  | Getafe    |      |
| 08286  | Ramón y Cajal - Núñez de Balboa                 | 455 462 1 3 4 6                                                      |                                  | Getafe    |      |
| 08284  | General Pingarrón - Colegio                     | 441 448 450 455 462 1 3 4 6 Pi1 Pi2                                  | Getafe Central                   | Getafe    |      |
| 08242  | Pza. Alcalde Juan Vergara - Leganés             | 428 448 450 455 462 468 2 3 4 6                                      |                                  | Getafe    |      |
| 09547  | Glorieta A-42 - Hospital de Getafe              | 428 448                                                              |                                  | Getafe    |      |

### Sentido Madrid
| Código | Parada                                     | Común con                                                            | Conexiones con Metro y Cercanías | Municipio | Zona |
| ------ | ------------------------------------------ | -------------------------------------------------------------------- | -------------------------------- | --------- | ---- |
| 09544  | Glorieta A-42 - Hospital de Getafe         | 428 444 448 450 455 4                                                |                                  | Getafe    |      |
| 08241  | Leganés - Batres                           | 428 448 450 468 2 3 4 6                                              | Getafe Central                   | Getafe    |      |
| 08283  | Pza. Cuestas - UNED                        | 448 450 3 4                                                          |                                  | Getafe    |      |
| 07415  | Arboleda - Pza. Beso                       | 462 1 4 6 Pi1 Pi2                                                    |                                  | Getafe    |      |
| 07414  | Av. Juan de la Cierva - Pza. de España     | 428 455 462 1 4 6                                                    |                                  | Getafe    |      |
| 08235  | Av. España - Est. Juan de la Cierva        | 488 2 4                                                              | Juan de la Cierva                | Getafe    |      |
| 08239  | Av. España - Alicante                      | 488 2 4                                                              |                                  | Getafe    |      |
| 10812  | Av. España - Av. Ciudades                  | 488 2 4                                                              |                                  | Getafe    |      |
| 10811  | Av. Don Juan Borbón - Giralda              | 488 3 4                                                              |                                  | Getafe    |      |
| 10809  | Av. Don Juan Borbón - Plaza de Toros       | 488 3 4                                                              |                                  | Getafe    |      |
| 19200  | Av. Martín Gato - Av. Sancho Panza         | 4                                                                    |                                  | Getafe    |      |
| 21323  | Maritornes - Est. El Casar                 | 4                                                                    | El Casar                         | Getafe    |      |
| 19201  | Av. Sancho Panza - Cueva de Salamanca      | 4                                                                    |                                  | Getafe    |      |
| 18970  | Av. Rocinante - Dulcinea del Toboso        | 4                                                                    |                                  | Getafe    |      |
| 19205  | Av. Rocinante - Jarifa                     | 4                                                                    |                                  | Getafe    |      |
| 08341  | Carpinteros - Fundidores                   | 4                                                                    |                                  | Getafe    |      |
| 08312  | Carpinteros - Centro Municipal de Empresas | 4                                                                    |                                  | Getafe    |      |
| 08278  | P.º John Lennon - Diesel                   | 428                                                                  |                                  | Getafe    |      |
| 08346  | Ctra. A-4 - Cerro de Los Ángeles           |                                                                      |                                  | Getafe    |      |
| 12594  | Ctra. A-4 - Pol. Ind. Los Olivos           |                                                                      |                                  | Getafe    |      |
| 2844   | Av. Andalucía - Rocafort                   | 79                                                                   | San Cristóbal                    | Madrid    |      |
| 16730  | Av. Andalucía - Villaverde Bajo Cruce      | 421 422 423 424 426 429 VAC-158 VAC-231                              | Villaverde Bajo Cruce            | Madrid    |      |
| 1175   | Bohemios-Sáhara                            | 411 448 22 59 79 85                                                  |                                  | Madrid    |      |
| 1173   | Avenida de Andalucía-Centro Comercial      | 411 421 422 424 426 448 22 59 79 85                                  | Ciudad de los Ángeles            | Madrid    |      |
| 1136   | San Fermín-Orcasur                         | 411 421 422 424 448 18 22 59 79 85 86                                | San Fermín-Orcasur               | Madrid    |      |
| 5380   | Hospital 12 Octubre                        | 411 421 422 423 424 426 429 448 18 22 59 76 79 85 86 VAC-158 VAC-231 | Hospital 12 de Octubre           | Madrid    |      |
| 5704   | Glorieta de Cádiz                          | 411 421 422 424 426 448 18 22 59 76 79 85 86                         | Almendrales                      | Madrid    |      |
| 11729  | Pza. Legazpi - Legazpi                     | 448                                                                  | Legazpi                          | Madrid    |      |